# Philomena Franz
Philomena Franz (nacida Philomena Köhler; Biberach an der Riß, 21 de julio de 1922-Rösrath, 28 de diciembre de 2022) fue un escritora y activista sinti de Alemania, sobreviviente del Holocausto romaní, después de haber estado encerrada en Auschwitz. Posteriormente publicó obras que relataban sus experiencias y fue reconocida como una voz importante en la literatura romaní. 

## Biografía
Philomena Köhler nació el 21 de julio de 1922. Su familia eran músicos y tenía siete hermanos. Su padre, Johann Köhler, era violonchelista y su madre, cantante. Su abuelo, el violonchelista Johannes Haag, fue miembro premiado de un cuarteto de cuerda. Hasta 1938, la familia actuó en diversos lugares tanto de Alemania como de Francia. Sin embargo, ese año, después de años de persecución nazi, Himmler emitió una orden que exigía que todos los romaníes se registraran en el estado y confirmó que, según el régimen nazi, los romaníes no eran arios.
Franz fue registrada en el campo de Auschwitz-Birkenau el 21 de abril de 1944 con el número de prisionera Z 10.550 bajo su apellido de soltera, y su posterior transporte allí está registrado el 25 de mayo de 1944. En mayo/junio de 1944, Philomena Franz fue llevada al campo de concentración de Ravensbrück y registrada allí con el número 40.307. Escapó de un campo cerca de Wittenberge en 1945 y logró sobrevivir hasta el final de la guerra. Sus padres, tíos, sobrinos, sobrinas y cinco de sus siete hermanos fueron asesinados en Porraimos (Holocausto romaní). Uno de sus hermanos supervivientes hizo el servicio militar en la Wehrmacht y su oficial al mando lo protegió de ser descubierto debido a su habilidad con los caballos.
Después de la liberación, volvió a actuar con su futuro marido y su hermano, incluso en comedores de oficiales del ejército estadounidense y en eventos en Ansbach y Tubinga. Durante este período conoció a su marido, Oskar Franz, y tuvieron cinco hijos. En la década de 1970, Franz comenzó a hablar de sus experiencias en el Holocausto, cuando uno de sus hijos fue intimidado en la escuela por su identidad romaní. También hizo campaña para obtener una indemnización para todos los supervivientes romaníes y sintis y finalmente recibió 15.000 marcos. Sin embargo, los funcionarios de asistencia social dedujeron otros pagos, dejando la suma muy reducida.
Posteriormente vivió durante un tiempo en Bergisch Gladbach, donde recibió la ciudadanía honoraria en 2021. Franz murió el 28 de diciembre de 2022. El alcalde de Bergisch Gladbach, Frank Stein, le rindió homenaje diciendo que trabajó incansablemente por la reconciliación y la convivencia, trabajando por un futuro en el que todas las personas puedan vivir en paz. Franz fue enterrada el 9 de enero de 2023 en Westfriedhof en Colonia.

## Obras
El primer libro de Franz se publicó en 1982 y se tituló Zigeunermärchen (en español, Cuentos de hadas gitanos). En su segundo libro Zwischen Liebe und Hass (1985), Franz escribió su autobiografía. En él describió su estancia en Auschwitz y cómo «continuó su vida después del punto cero». El libro es uno de los primeros escritos por supervivientes de Porraimos. Se tradujo al checo y al español en 2021.
Se publicó el tercer libro, una colección de poemas titulada Tragen wir einen Blütenzweig im Herzen. Su segunda obra autobiográfica, Stichworte (en español, Palabras clave), siguió a sus volúmenes anteriores en prosa y poesía. El libro más reciente, publicado en 2017, se tituló Wie die Wolken laufen (en español, Cómo corren las nubes).
Además de sus escritos, habló regularmente ante una amplia gama de audiencias, abogando por el reconocimiento del genocidio romaní en el Holocausto. Su testimonio como sobreviviente del holocausto también quedó registrado utilizando tecnología de 360°, para las generaciones futuras.

## Recepción
Franz es descrita como una de los escritores de la década de 1980 que rompió el silencio sobre el Holocausto romaní y sinti. Otros autores son Ceija Stojka, Otto Rosenberg, Walter Winter y Alfred Lessing. Marianne C. Zwicker y otros también describen a Franz y Stojka como pioneras de la escritura de mujeres romaníes.
La investigadora Paola Toninato describió cómo en Zwischen Liebe und Hass, Franz utiliza su idílica infancia para generar contraste con los horrores de los campos de concentración. Julia Blandfort destacó el papel de testigo contemporáneo compartido de Franz, que hizo un llamamiento a la mayoría de la sociedad para que reconociera el genocidio de los romaníes europeos. Wilhelm Solms y Klaus-Michael Bogdal la citaron como testigo contemporánea del Holocausto.
Las experiencias de la infancia de Franz con los caballos y el comercio de caballos también se reconocen como una memoria cultural importante para el pueblo sinti. En enero de 2015, fue una de los 19 supervivientes del campo de concentración de Auschwitz cuyas contribuciones se incluyeron en el reportaje de portada Los últimos testigos del semanario Der Spiegel.
En 2023 fue protagonista de la película Mi holocausto.

## Premios
- 1995: Cruz Federal al Mérito en cinta [7]
- 2001: «Mujeres de Europa Alemania 2001» del Movimiento Europeo Alemania [7]
- 2013: Orden al Mérito del Estado de Renania del Norte-Westfalia [17]
- 2021: ciudadanía honoraria de la ciudad de Bergisch Gladbach [11]